# Stony Point (New York)
Pour les articles homonymes, voir Stony Point.
Stony Point est une ville du Comté de Rockland dans l'État de New York.
Sa population était de 15 059 habitants en 2010.